# Manettia beyrichiana
Manettia beyrichiana là một loài thực vật có hoa trong họ Thiến thảo. Loài này được K.Schum. mô tả khoa học đầu tiên năm 1889.